# 유발 (제북정왕)
제북정왕 유발(濟北貞王 劉勃, ? ~ 기원전 152년)은 중국 전한의 황족 · 제후왕으로, 형산왕 · 제북왕을 지냈다. 회남여왕 유장의 차자다.

## 생애
회남여왕은 큰아버지 문제에게 반역했다가 사로잡혀 유배 길에 자결했는데, 문제는 회남여왕을 불쌍히 여겨 문제 8년(기원전 172년) 5월에 회남여왕의 일고여덟살배기 네 아들들을 후로 봉했다. 제북정왕은 이때 안양후(安陽侯)에 봉해졌다.
문제 16년(기원전 164년), 회남나라를 셋으로 나누어 회남여왕의 아들들 중 이미 죽은 유량을 빼고 모두 왕으로 세워 주면서, 형산왕으로 봉해졌다.
경제 3년(기원전 154년), 오초칠국의 난이 일어나면서 형제들과 마찬가지로 반란군 중 가장 세력이 큰 이웃 오나라 왕 유비의 사신을 받았으나 가담하려는 마음을 결코 품지 않았다. 반란이 진압된 후 이듬해에 입조했고, 경제에게 칭찬을 받아 제북나라로 옮겨 봉해지는 포상을 받았다. 죽어 시호를 정(貞)이라 했고, 아들 유호가 뒤를 이었다.

## 가계
- 회남여왕 유장
  - 제북정왕 유발
    - 제북식왕 유호
    - 음안강후 유불해
    - 영관후 유건
    - 주망강후 유하
    - 배목후 유칙
    - 취후 유신
    - 안양후 유악